# Vis-à-vis (bar)
Vis-à-vis – bar znajdujący się w Krakowie na Starym Mieście przy Rynku Głównym 29, w kamienicy „Pod Blachą”.
Otwarty w roku 1978 w lokalu po byłym sklepie Centrali Rybnej. Zwany popularnie Zwis. Mieściło się tutaj całymi latami nieformalne biuro Piwnicy pod Baranami, miejsce stałych spotkań ludzi związanych z tym kabaretem. Przed wejściem znajduje się pomnik Piotra Skrzyneckiego, lidera i konferansjera kabaretu Piwnica pod Baranami, niegdyś stałego bywalca tej kawiarni. Fundatorem pomnika był kompozytor Zbigniew Preisner. Rzeźbę wykonali Grażyna Borkowska-Niemojewska i Łukasz Niemojewski. Stałymi bywalcami kawiarni nadal bywają głównie artyści: malarze, poeci, piosenkarze, rzeźbiarze, muzycy i aktorzy, fotograficy i filmowcy, oraz znane krakowskie postaci.

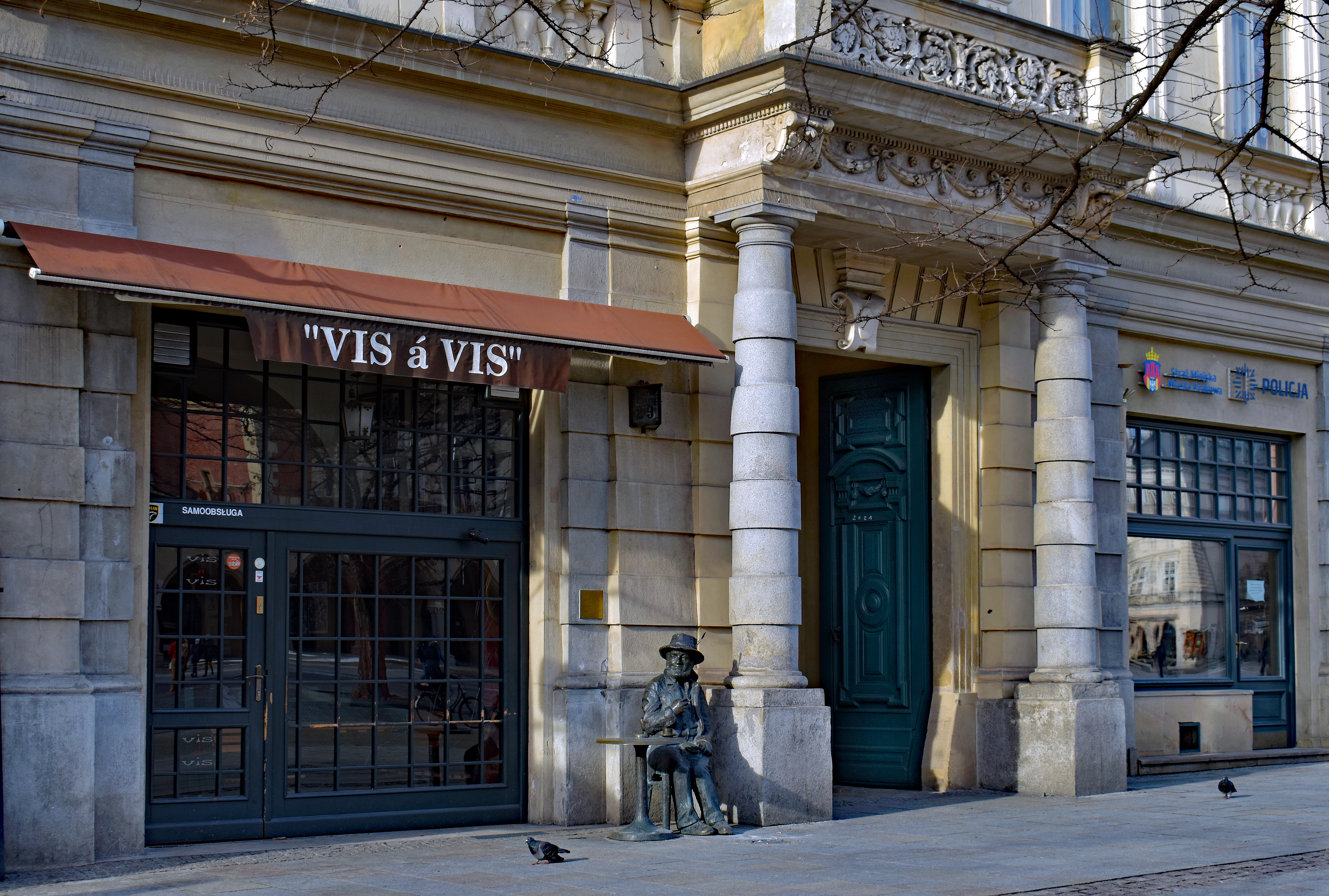
Kawiarnia Vis-à-vis, Rynek Główny, Kraków

Znani byli lub obecni bywalcy baru to m.in. poeta Marcin Świetlicki (który uwiecznił lokal w swoim wierszu Do Zwisu i z powrotem oraz kryminale Dwanaście), muzyk Andrzej Sikorowski, poeta Tadeusz Śliwiak, krytyk Paweł Głowacki, muzyk Leszek Wójtowicz, aktor Jan Nowicki. Kloszardem przesiadującym w Zwisie był słynny Szajbus Zbigniew Fijałkowski, bohater licznych incydentów i opowieści. Bywalcy baru od 2007 roku wydają gazetkę „Vis a vis”, dostępną w wydaniu papierowym, oraz w internecie. Ilustracje do niej tworzy Iwona Siwek-Front, są to codzienne historyjki o Babie lukrowanej z duszą nieczystą. W barze na stałe wisi komiks artystki, ilustrujący życie towarzyskie lokalnej społeczności i bywalców Vis-à-vis.
Od wielu lat barmanem w Zwisie jest krakowski poeta Marek Wawrzyński, którego jeden z tomików – Na stronach – miał promocję w Piwnicy.